# Zendium
Zendium è il marchio di un particolare tipo di pasta dentifricia, prodotta dal gruppo Unilever e commercializzata in vari paesi europei ed extra-europei, tra cui Austria, Belgio, Croazia, Repubblica Ceca, Danimarca, Francia, Germania, Ungheria, Medio oriente, Paesi Bassi, Scandinavia, Svizzera.

## Storia
Il dentifricio Zendium debuttò sul mercato nel 1976, anno di lancio nei Paesi Bassi.
La sua formula, che utilizzava l'attività pulente degli enzimi, era stata ideata sulla base degli studi condotti da Henk Hoogendoorn, ricercatore presso AkzoNobel.
Col tempo, la commercializzazione del marchio si è estesa ad altri paesi, soprattutto europei. Nel 2007, la quota di mercato occupata dal prodotto in Danimarca aveva raggiunto all'incirca il 37% del totale.

## Formulazione
Gli ingredienti attivi del prodotto, nella formulazione Zendium Classic, sono così dichiarati dal produttore:
- enzimi: amiloglucosidasi, glucosidasi, lattoperossidasi
- fluoruro di sodio
- colostro
- abrasivi: silice idrata
- surfactante: Stearato-30
- schiumogeni: assenti.

A differenza di molti tipi di dentifrici in commercio, la composizione dello Zendium non prevede la presenza dell'agente schiumogeno sodio lauril solfato (SLS, o SDS-sodio dodecilsolfato). 
La rinuncia al SLS è una scelta motivata dalla volontà di proporre un dentifricio con un'azione meno aggressiva sulle gengive e sulle mucose della bocca: l'assenza dell'SLS è una caratteristica ritenuta in grado di ridurre il rischio di ulcere aftose che possono essere causate dal contatto con SLS in soggetti predisposti.
Inoltre, l'assenza di sodio lauril solfato, o di altri simili principi e ingredienti ad azione schiumogena, ne permette l'impiego anche in associazione con certi prodotti per l'igiene orale, come alcuni collutori, che contengono il principio attivo antibatterico clorexidina, il cui uso per il risciacquo della bocca è incompatibile con i residui di agenti schiumogeni lasciati nel cavo orale dal lavaggio dei denti.